# 兵庫県立尼崎小田高等学校
兵庫県立尼崎小田高等学校（ひょうごけんりつ あまがさきおだこうとうがっこう）は、兵庫県尼崎市長洲中通に所在する県立高等学校。

## 概要
兵庫県尼崎市にある高等学校であり文部科学省よりスーパーサイエンスハイスクールに指定されている。サイエンスリサーチ科、国際探究学科が設置されており、普通科の中には、看護医療・健康類型が設置されている。

## 校名
尼崎小田高校は、旧小田村の地域に初めて設立された普通科高校であり、この由緒ある地名をとって1972年（昭和47年）4月兵庫県立尼崎小田高校と決定した。

## 校章
中西清（当時兵庫県教育委員会指導主事芸術担当）の意匠によるもので、高等学校の生徒である自覚と誇りを常にもつよう、高の字を大きく重厚に金色で顕示し、その中央に小田の字を銀色で配して、校名を表現したものである。

## 沿革
- 1972年（昭和47年） - 開校。
- 1986年（昭和61年） - 理数コース、英語コースを設置。
- 2003年（平成15年） - 理数コース、英語コースに代わり、サイエンスリサーチ科とクロスカルチュラルコースを設置。
- 2005年（平成17年） - スーパーサイエンスハイスクール指定。
- 2010年（平成22年） - スーパーサイエンスハイスクールの継続指定（5年間）が決定。
- 2012年（平成24年） - クロスカルチュラルコースに変わり、国際探求学科を設置。
- 2013年（平成25年） - 普通科に看護医療・健康類型(特色選抜)が新設される。

## 教育目標
生活は簡素に、理想は高く（Plain Living and High Thinking）
英国の詩人、ワーズワースの詩から採られたもの。
これを指導理念として、高い知性、 すぐれた徳性、強い意志と身体、及びおだやかで豊かな心をもち、人類・国家・社会に貢献する人物を育成する。
- 基礎・基本の確実な定着、一人一人の個性や創造性の伸張
- 自律と福祉の心を持って、たくましく共に生きる心の育成
- 世界に視野を広め、国際社会に生きる力の育成
- 自ら学ぶ意欲を持ち、変化に主体的に対応する力の育成

## 設置学科
2021年度現在
- 普通科 160名(文系・理系)
- 看護医療・健康類型 40名
- サイエンスリサーチ科 40名
- 国際探求学科 40名

## SSH事業
- 毎年2月にSSH校内研究発表会が行われている。

## 著名な卒業生
- 尼子騒兵衛（漫画家）
- 高須光聖（放送作家）
- 悠以（シンガーソングライター）
- 西正文（野球選手）
- 前田勝（お笑い芸人）

## 校樹
- くすのき